# Grupo de alta montanha
O Grupo de alta montanha (em francês:  Groupe de haute montagne (GHM)) reagrupa a elite dos alpinistas franceses e internacionais, e está na base do movimento do alpinismo sem guia.
O GHM foi criado em 1919 por um grupo de pioneiros parisienses, o célebre Grupo de Bleau que entre outros era composto por Pierre Allain, Marcel Ichac, Jean Leininger, etc., grupo em que todos faziam parte do Clube alpino francês (CAF).
A ideia surge num fim de tarde em Chamonix-Monte-Branco onde se encontraram Jacques de Lépiney, H. Brégeault, Paul Chevalier, Alice e Maurice Damesme que decidiram formar um grupo pelo que cada um escreveu a uma pessoa já cotado no meio alpino para a solicitar que os apadrinhassem. A primeira assembleia constituinte teve lugar a 22 de Dezembro de 1919 e o presidente de honra era E. Sauvege.
Em breve o GHM separa-se do CAF que era  destinado ao grande público, mas mantendo acordos de colaboração com ele.
Os principais objectivos do GHM era;
- reunir a elite do alpinismo
- apoiar a alpinismo francês de alto nível
- informar e elaborar guias como o célebre Guide Vallot que aparece anualmente desde 1955.